# Sakorno
Sakorno (gruzínsky საყორნეს უღელტეხილი, saqvornes ugeltechili) je průsmyk hlavním rozvodím pohoří Velký Kavkaz v Gruzii nacházející se na hranici mezi gruzínským historickým regionem Tušetie a Pankisskou soutěskou.
Průsmyk spojuje údolí řek:
- Thušská Alazani, též Gomecarská Alazani, v povodí Andijské Kojsu (severovýchodní svah)
- Alazani v povodí Kury (jihozápadní svah)

Sedlem prochází stezka pro pěší, která je v závislosti na počasí schůdná v období od května do listopadu.